# John White (motorcoureur)
John H. ("Crasher") White (Radlett, 1910) was een Brits motorcoureur.

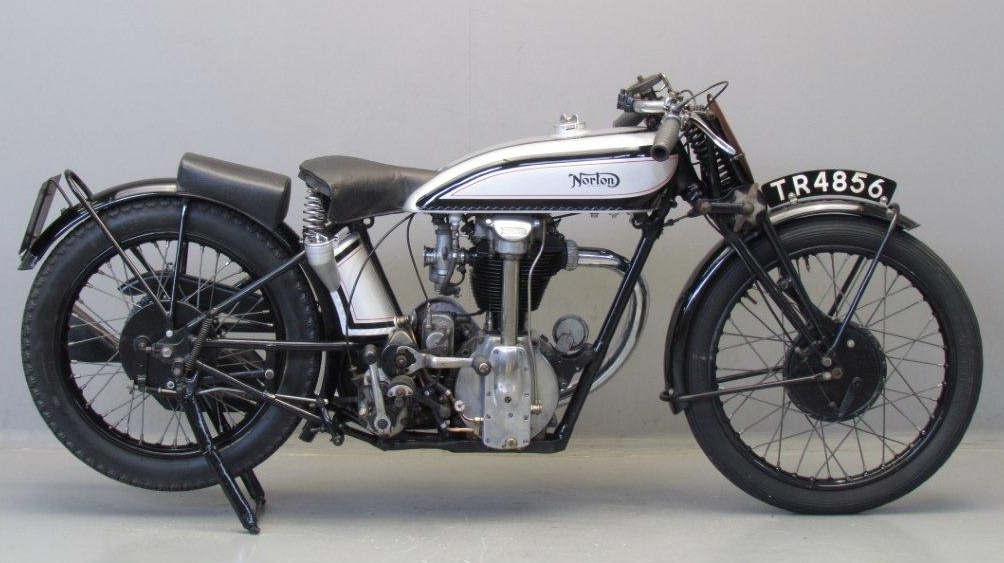
Norton CS1

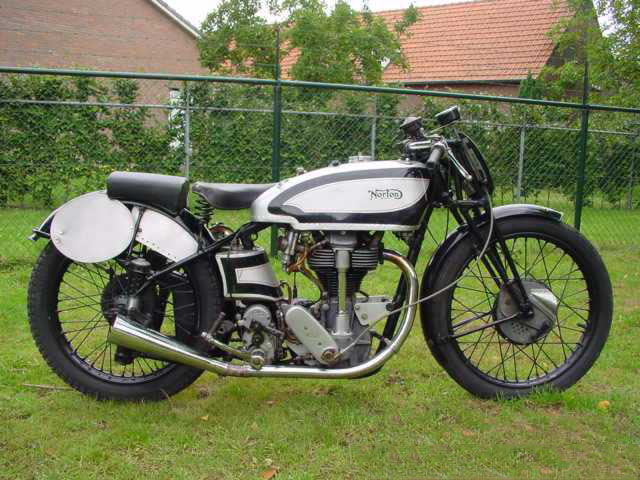
Norton 30M uit 1937 met plunjervering

Zijn bijnaam "Crasher" werd vaak in plaats van zijn voornaam gebruikt. Hij dankte die naam aan valpartijen in zijn jonge jaren, want nadat hij in 1935 in het eerst in de Isle of Man TT startte haalde hij bijna altijd de finish. Hij werd zelfs (onbezoldigd) fabrieksrijder voor Norton. 
White was eigenlijk een buitenbeentje in het rennerskwartier. Terwijl de meeste coureurs een technische opleiding hadden en vaak zelfs in de motorfietsfabrieken werkten, had White aan de Universiteit van Cambridge gestudeerd en hij werkte als biologieleraar op de Lydney Grammar School in Lydney (Gloucestershire).

## Carrière

### Privérijder
Crasher White kwam al jong in aanraking met de motorsport dankzij zijn plaatsgenoot en mede-student J. Malcolm ("Jock") Muir. Die was in 1930 met een Velocette KTT Mk I vijfde geworden in de Senior Race van de Manx Grand Prix en haalde White over om in 1931 ook deel te nemen. White betaalde 45 pond voor een gebruikte KTT en vertrok samen met Muir naar het eiland Man. Hij viel in de 350cc-Junior Race én in de 500cc-Senior Race door valpartijen uit, maar zag zijn vriend op een Norton CS1 wel de Senior winnen. In 1932 werd White vijfde in de Junior Race, Muir werd tweede.
In 1933 leidde White de Junior Race en hij reed een ronde boven 75 mijl per uur, maar bij de Gooseneck viel hij opnieuw. In de Senior Race werd hij zevende, Muir derde. Muir, die nooit is overgestapt naar de meer professionele Isle of Man TT, beëindigde zijn racecarrière, maar John White ging door. 

### Norton
Tegen de afspraken tussen de Britse constructeurs in, die hadden besloten geen fabriekssteun te geven aan coureurs in de amateurklassen, kreeg White in 1934 toch fabriekssteun van Norton in de vorm van een 350cc-Norton CJ1 en een 500cc-Norton CS1. Hij won de Junior Race. In de Senior Race moest hij een bougie vervangen en tijdens de inhaalrace viel hij opnieuw, dit keer in Union Mills. Hij bleef bij zijn val met bijna 160 km/uur ongedeerd. Hij had zijn bijnaam "Crasher" verdiend en het werd zelfs zijn roepnaam. 
In 1935 werd hij formeel als onbezoldigd rijder toegevoegd aan het team van Norton, dat onder leiding stond van Joe Craig. Zijn eerste start was in de Leinster TT in Ierland, die als voorbereiding voor de TT van Man gold. Zijn fabrieksracer, die hij in 1934 weer had ingeleverd, arriveerde echter te laat voor de trainingen en White moest met zijn privé-CS1 trainen. Voor de race had hij wel de fabrieksracer, maar hij had geen tijd gehad om aan die machine te wennen. Hij viel hard en beschadigde de machine zo zwaar, dat Craig hem weer uit het team wilde gooien. White wist Craig te overtuigen om hem toch af en toe een fabrieksracer te geven. Voor de Senior TT kreeg hij die niet, maar in de Junior TT werd hij met de fabrieks-Norton CJ1 derde achter stalgenoten Jimmie Guthrie en Walter Rusk. Norton stuurde hem niet mee naar de GP van Zwitserland, de GP van Duitsland en de TT van Assen, maar voor de Belgische Grand Prix mocht hij voor het eerst naar het Europese vasteland. Hij won de 350cc-race met een nieuw ronderecord van 135,2 km/h.
In 1936 werd hij volwaardig lid van het team van Norton en kreeg hij ook de beschikking over de door Craig verbeterde machine, de Norton 30M. Een van de belangrijkste wijzigingen was de aanwezigheid van plunjervering achter. In de Junior TT werd White tweede achter Freddie Frith, in de Senior TT vierde achter Jimmie Guthrie, Stanley Woods en Freddie Frith. White won de TT van Assen met minder dan een seconde voorspron op Frith. Tijdens de Ulster Grand Prix vocht hij met Ted Mellors (Velocette) om de overwinning, maar in de vierde ronde kwam hij ten val.
In 1937 werd hij zowel in de Junior TT als de Senior TT derde. Hij won de 350cc-North West 200 en de 350cc-TT van Assen en stelde een ronderecord op dat pas tijdens de TT van 1949 door Freddie Frith met een Velocette KTT Mk VIII gebroken zou worden. Vier weken later won hij de 350cc-race in België ook met een nieuw ronderecord. Begin augustus werd hij achter Harold Daniell tweede in de Grand Prix van Duitsland op de Sachsenring. Nadat Jimmie Guthrie hier dodelijk verongelukte trok Norton het team voor de rest van het seizoen terug.
In 1938 experimenteerde Norton met telescoopvorken op haar racers. Freddie Frith en John White hadden daar een voorkeur voor, maar Harold Daniell had zijn bedenkingen. Toch won Daniell er de Senior TT mee met een recordronde van 146 km/uur. White werd vijfde. In de Junior TT waren de Velocettes van Stanley Woods en Ted Mellors te sterk voor de Nortons. White werd vierde, nog achter Freddie Frith. White nam slechts deel aan twee races op het continent, de GP van Duitsland en de GP van België, waar hij allebei de 350cc-races won. Hij werd daardoor tweede in het Europees kampioenschap. 
In 1939 trok Norton zich in verband met de voorbereidingen op oorlogsproductie terug uit de racerij. Op het laatste moment werd besloten dat White, Frith en Daniell met de machines uit 1938 aan de TT van Man mochten deelnemen. White had toen echter al de hand weten te leggen op een 350cc-NSU met compressor, die tijdens de trainingen niet echt kon meekomen en die hem in de Junior TT in de steek liet. In de Lightweight TT viel hij met een Excelsior uit maar in de Senior TT werd hij met de Norton 30M vijfde. Die race werd gecontroleerd door BMW met de geblazen RS 500's van Schorsch Meier en Jock West.
Zijn laatste internationale succes vierde hij met de overwinning in de 500cc-GP de l'UMF in Reims.

## Einde carrière
John White was reservist een vreesde dat hij bij de Tweede Wereldoorlog zou worden betrokken. Hij werd echter vrijgesteld van zijn dienstplicht en aangesteld als rijïnstructeur en later als genist. Hij sloot zijn militaire loopbaan af als kapitein. 
Hij trouwde en reed daarna nooit meer een race omdat hij vond dat het beroep van coureur niets voor getrouwde mannen was. 
| Jaar | Klasse      | Team   | Motorfiets         | Plaats | Winnaar                          |
| ---- | ----------- | ------ | ------------------ | ------ | -------------------------------- |
| 1931 | Junior Race | Privé  | Velocette KTT Mk I | DNF    | Doug Pirie, Velocette KTT Mk I   |
| 1931 | Senior Race | Privé  | Velocette KTT Mk I | DNF    | Jock Muir, Norton CS1            |
| 1932 | Junior Race | Privé  | Velocette KTT Mk I | 5e     | J. Carr, New Imperial            |
| 1933 | Junior Race | Privé  | Velocette KTT Mk I | DNF    | Austin Munks, Velocette KTT Mk I |
| 1933 | Senior Race | Privé  | Velocette KTT Mk I | 7e     | Harold Daniell, Norton CS1       |
| 1934 | Junior Race | Norton | Norton CJ1         | 1e     | John White, Norton CJ1           |
| 1934 | Senior Race | Norton | Norton CS1         | DNF    | Doug Pirie, Norton CS1           |

| Jaar | Klasse         | Team   | Motorfiets         | Plaats | Winnaar                              |
| ---- | -------------- | ------ | ------------------ | ------ | ------------------------------------ |
| 1935 | Junior TT      | Norton | Norton CJ1         | 3e     | Jimmie Guthrie, Norton CJ1           |
| 1936 | Junior TT      | Norton | Norton CJ1         | 2e     | Freddie Frith, Norton CJ1            |
| 1936 | Senior TT      | Norton | Norton CS1         | 4e     | Jimmie Guthrie, Norton CS1           |
| 1937 | Junior TT      | Norton | Norton CJ1         | 3e     | Jimmie Guthrie, Norton CJ1           |
| 1937 | Senior TT      | Norton | Norton CS1         | 3e     | Freddie Frith, Norton CS1            |
| 1938 | Junior TT      | Norton | Norton CJ1         | 4e     | Stanley Woods, Velocette KTT Mk VII  |
| 1938 | Senior TT      | Norton | Norton CS1         | 4e     | Harold Daniell, Norton CS1           |
| 1939 | Junior TT      | NSU    | NSU 350 Kompressor | DNF    | Stanley Woods, Velocette KTT Mk VIII |
| 1939 | Lightweight TT | Privé  | Excelsior          | DNF    | Ted Mellors, Benelli Bialbero 250    |
| 1939 | Senior TT      | Privé  | Norton CS1         | 5e     | Schorsch Meier, BMW RS 500           |

## Internationale overwinningen
| Jaar | Wedstrijd        | Klasse | Circuit             | Motorfiets |
| ---- | ---------------- | ------ | ------------------- | ---------- |
| 1935 | GP van België    | 350 cc | Spa-Francorchamps   | Norton CJ1 |
| 1936 | North West 200   | 350 cc | The Triangle        | Norton CJ1 |
| 1937 | TT van Assen     | 350 cc | Circuit van Drenthe | Norton CJ1 |
| 1937 | GP van België    | 350 cc | Spa-Francorchamps   | Norton CJ1 |
| 1937 | North West 200   | 350 cc | The Triangle        | Norton CJ1 |
| 1938 | GP van België    | 350 cc | Spa-Francorchamps   | Norton CJ1 |
| 1938 | GP van Duitsland | 350 cc | Sachsenring         | Norton CJ1 |
| 1939 | GP de l'UMF      | 500 cc | Reims               | Norton CS1 |